# Claes Michielsz Bontenbal
Claes Michielsz Bontenbal, ook wel Klaas Bontebal genoemd (Zevenhuizen, 1575 – Rotterdam, 3 juli 1623), was een Nederlands secretaris van Zevenhuizen. Hij was betrokken bij een samenzwering tegen prins Maurits van Oranje en werd hierom in 1623 onthoofd.

## Persoonlijk
Claes Michielsz Bontenbal was de zoon van Michiel Claesz Bontenbal (1535-1608) en Grietgen Aryens uit Zevenhuizen. Hij was vernoemd naar zijn grootvader Claes Michielsz Bontenbal (1510-1569).
Bontenbal bezocht de Latijnse school in Rotterdam (de voorloper van het Erasmiaans Gymnasium).
Claes Bontenbal trouwde in 1600 met Machteld Jansdr van Alphen (1577-1638), eveneens afkomstig uit Zevenhuizen. Zij kregen vier kinderen: Marietgen, Jan, Jannetie en Christoffel.
Van 1615-1617 was Bontenbal schepen in Zevenhuizen en van 1618-1620 was hij secretaris van die plaats. Bontenbal was remonstrants. Na de Synode van Dordrecht werd de remonstrantse leer op 3 juli 1619 in Schieland verboden, maar Bontenbal bleef trouw aan zijn geloof. In 1620 werd hij daarom uit zijn ambt gezet. Ook andere secretarissen uit o.a. Berkel, Hazerswoude en Bleiswijk werden uit hun ambt ontzet.

## Samenzwering
In 1622 beraamden enkele remonstranten en katholieken een aanslag op prins Maurits. Zij waren sympathisanten van Johan van Oldenbarnevelt, die in 1619 was onthoofd. Onder de samenzweerders waren Reinier en Willem, zonen van Van Oldenbarnevelt, en de predikanten Hendrick Slatius en Eduard Poppius.
Ze waren van plan een aantal bootslieden in te huren die de prins bij zijn reis van Den Haag naar Rijswijk, voor een bezoek aan Margaretha van Mechelen, moesten doden. Voor het huren van deze mensen en voor de aanschaf van wapens was 6000 gulden nodig. Claes Michielsz Bontenbal, zelf ook remonstrant, was bereid een derde deel van dit bedrag te leveren.
Er werden in totaal tien mensen ingehuurd voor de aanslag. Het laatste viertal hiervan verraadde het complot aan de overheid. De meeste samenzweerders werden opgepakt, maar een paar, waaronder Willem van Oldenbarnevelt, wisten te ontsnappen. Bontenbal werd achttien weken in Rotterdam gevangen gehouden, maar bleef ondanks martelingen ontkennen dat hij actief bij het complot betrokken was. Hij gaf wel toe van het complot geweten te hebben en het geld geleend te hebben. Hij werd uiteindelijk ter dood veroordeeld. Op de vooravond van zijn executie deed hij alsnog een verdere bekentenis. Jacob Beeckman bezoekt Claes die avond en nacht in zijn cel.
Op 3 juli 1623 werd hij rond het middaguur op het schavot, achter het raadhuis, te Rotterdam terechtgesteld, 47 of 48 jaar oud. Hij liet een vrouw en vier kinderen achter.
Hugo de Groot was door zijn verblijf in Parijs niet goed op de hoogte van de laatste ontwikkelingen in Nederland. Op 12 juli 1623 schreef hij een brief aan zijn broer, Willem de Groot, waarin hij vroeg of deze wist wat het lot van Claes Michielsz Bontenbal was.

## Zinneprent

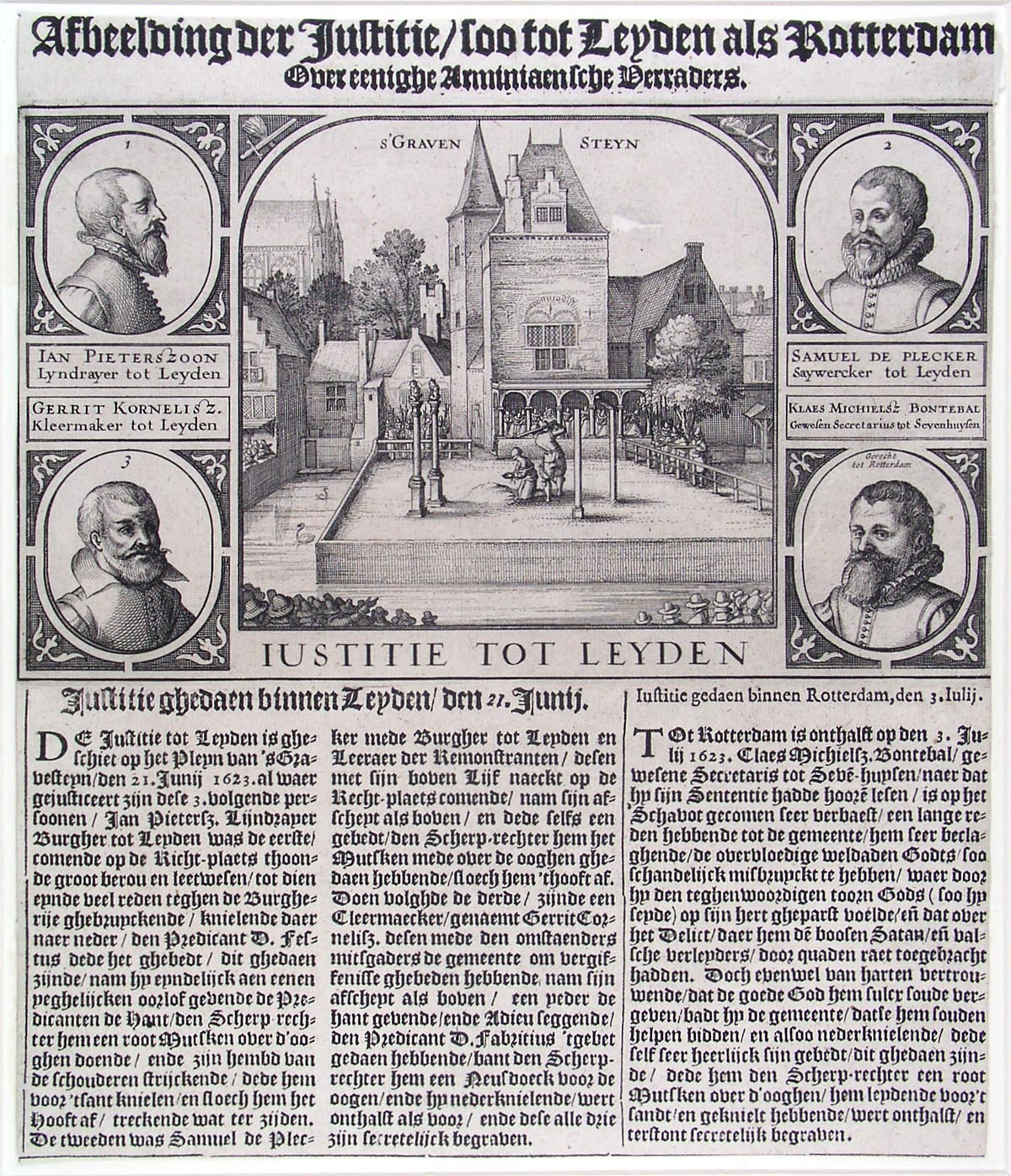
Prent over de executie van Claes Michielsz Bontenbal te Rotterdam en drie andere samenzweerders te Leiden.

Een zinneprent van (de calvinist) Claes Jansz. Visscher met het verslag van zijn executie is bewaard gebleven. De tekst hiervan is als volgt:
Justitie gedaen binnen Rotterdam, den 3. Julij
Tot Rotterdam is onthalst op den 3. Julij 1623. Claes Michielsz Bontebal,
gewesene Secretaris tot Seven-huyzen,
naer dat hy sijn Sententie hadde hooren lesen,
is op het Schavot gecomen seer verbaest,
een lange reden hebbende tot de gemeente,
hem seer beclaghende,
de overvloedige weldaden Godts,
soo schandelijk misbruyckt te hebben,
waer door hy den teghenwoordigen toorn Gods (soo hy seyde) op sijn hert gheparst voelde,
en dat over het Delict,
daer hem de boosen Satan
en valsche verleyders
door quaden raet toegebracht hadden.
Doch evenwel van harten vertrouwende
dat de goede God hem sulcr soude vergeven
badt hy de gemeente
datse hem souden helpen bidden
en alsoo nederknielende
dede self seer heerlijck sijn gebedt
dit ghedaen zijnde
dede hem den Scherp-rechter een root Mutsken over d'ooghen
hem leydende voor 't sandt
en geknielt hebbende
wert onthalst
en terstont secretelijk begraven